# 별별톡쇼
《별별톡쇼》는 금요일 저녁 7시 50분에 TV조선에서 방송한 예능 프로그램이다.

## MC
- 정선희
- 김일중
- 백은영
- 이기진
- 이보람
- 유아정
- 정영진

## 같이 보기
- 독특한 연예뉴스
- 본격연예 한밤
- 연예가중계
- 섹션TV 연예통신
- 연예매거진